# لونغو ريف (كيبك)
لونغو ريف (بالإنجليزية: Longue-Rive, Quebec)‏ هي بلدية محلية في كيبيك تقع في كندا في Côte-Nord. يقدر عدد سكانها بـ 1,113 نسمة ومساحتها 317.80 كم2 .

## التاريخ
في 7 مايو 1997 تم دمج بلدية قرية سولت أو موتون وبلدية سان بول دو نورد في بلدية سان بول دو نورد سولت أو موتون. وكان أمام المجلس البلدي 12 شهرًا لطلب تغيير الاسم بالتشاور مع السكان. تم اختيار الاسم الجديد لونغو ريف من قائمة من 10 خيارات من خلال استفتاء تم في 26 مايو 1998 ووافقت عليه الحكومة في 22 سبتمبر 1998. يشير الاسم Longue-Rive (بالفرنسية لـ "الشاطئ الطويل") مشيراً إلى موقع البلدية على طول الشواطئ الشمالية لنهر سانت لورانس. 

## التركيبة السكانية
التغير السكاني:
    السكان في عام 2016: 1026 {2011 إلى 2016: -7.8 ٪}
    التعداد السكاني عام 2011: 1113 (2006 إلى 2011: -11.6٪)
    التعداد السكاني عام 2006: 1259 (من 2001 إلى 2006: -12.5٪}
    التعداد السكاني عام 2001: 1352 (من 1996 إلى 2001: -4.1٪}
    إجمالي السكان في عام 1996: 1410 {1991 إلى 1996 التغير السكاني: -6.4 ٪}
        بلدية سان بول دو نورد: 767
        قرية سولت أو موتون: 643
    إجمالي السكان في عام 1991: 1491
        بلدية سان بول دو نور: 789
        قرية سولت أو موتون: 702
المساكن الخاصة التي يشغلها السكان المعتادون: 492 (مجموع المساكن: 571)
اللغة الأم:
    اللغة الإنجليزية كلغة أولى: 0.8٪
    اللغة الفرنسية كلغة أولى: 98.4٪
    اللغة الإنجليزية والفرنسية كلغة أولى: 0٪
    لغات أخرى كلغة أولى: 0.8٪